# Светлое (Алтайский край)
Светлое — село в Завьяловском районе Алтайского края России. Административный центр и единственный населённый пункт Светловского сельсовета.

## География
Село находится в западной части Алтайского края, в пределах Кулундинской равнины, на юго-западном берегу озера Долгое и северном берегу озера Полтинное, на расстоянии примерно 8 километров (по прямой) к северо-востоку от села Завьялово, административного центра района. Абсолютная высота — 154 метра над уровнем моря.

Климат умеренный, резко континентальный. Средняя температура января составляет −18,6 °C, июля — +19,3 °C.

## История
Светлое было основано в 1926 году (по другим данным — в 1920 году).
В 1926 году в посёлке Светлом имелось 24 хозяйства и проживало 144 человека. В административном отношении Светлый входил в состав Невского сельсовета Завьяловского района Каменского округа Сибирского края.

## Население
| 1926 | 1997 | 1998 | 1999 | 2000 | 2001 | 2002 |
| ---- | ---- | ---- | ---- | ---- | ---- | ---- |
| 144  | ↗667 | ↘654 | ↗686 | ↗692 | ↘691 | ↗694 |
| 2003 | 2004 | 2005 | 2006 | 2007 | 2008 | 2009 |
| ↘674 | ↘657 | ↗658 | ↘633 | ↘574 | ↗583 | ↗588 |
| 2010 | 2011 | 2012 | 2013 | 2016 | 2017 | 2018 |
| ↘553 | ↗555 | ↗557 | ↘541 | ↘525 | ↗545 | ↘536 |
| 2019 | 2020 | 2021 |      |      |      |      |
| ↘513 | ↘480 | ↘459 |      |      |      |      |

Согласно результатам переписи 2002 года, в национальной структуре населения русские составляли 93 %.

## Инфраструктура
В селе функционируют средняя общеобразовательная школа, фельдшерско-акушерский пункт (филиал КГБУЗ «Центральная районная больница с. Завьялово»), дом культуры и отделение Почты России.

## Улицы
Уличная сеть села состоит из 15 улиц и 1 переулка.